# 356-я стрелковая дивизия
356-я стрелковая дивизия (356 сд) — воинское формирование (соединение, стрелковая дивизия) РККА в Великой Отечественной войне.
Периоды вхождения в состав Действующей армии:
- 09.12.1941-15.08.1943,
- 07.09.1943-05.08.1944,
- 13.09.1944-20.12.1944,
- 25.12.1944-09.05.1945

Сокращённое наименование — 356 сд

## История
В сентябре-октябре 1941 года на территории Приволжского военного округа под общим руководством полковника П. В. Перервы формируется 356-я стрелковая дивизия. Штаб формируемой дивизии находился в пригороде города Куйбышев в пгт Усть-Кинельский в здании главного корпуса нынешней Самарской государственной сельскохозяйственной академии. Дивизия почти полностью формируется из жителей Куйбышевской области.
15 ноября 1941 года дивизия отбыла на фронт где была включена в состав 61-й армии, а уже 7 декабря она приняла первый бой в районе города Ефремов. В дальнейшем в ходе Московской битвы участвовала в наступательных операциях на болховском и орловском направлениях. С весны 1942 года до середины 1943 года на Брянском и Западном фронтах вела оборонительные и наступательные бои южнее и юго-западнее города Белёва, занимала оборону на рубеже Старые Дольцы — Михайловский, прикрывая направление на Белёв и обеспечивая стык между 61-й и 3-й армиями
С июня 1943 года её части участвовали в Курской битве, Орловской наступательной операции. С 7 августа дивизия находилась в резерве 61-й армии, затем Ставки ВГК. С 7 сентября она вместе с армией вошла в подчинение Центрального фронта и участвовала в Черниговско-Припятской наступательной операции и битве за Днепр, затем с ноября в составе Белорусского фронта — в Гомельско-Речицкой и Калинковичско-Мозырской наступательных операциях. Приказом ВГК, за освобождение города Калинковичи ей было присвоено наименование «Калинковичская».
С 20 февраля 1944 года дивизия в составе 61-й армии входила в состав 2-го, а с 16 апреля — 1-го Белорусских фронтов. Её части участвовали в Полесской, Белорусской, Минской, Люблин-Брестской наступательных операциях. За освобождение города Бобруйск она была награждена орденом Красного Знамени.
В конце августа — сентябре 1944 года дивизия в составе армии из резерва Ставки ВГК была переброшена на 3-й Прибалтийский фронт и участвовала в Прибалтийской, Рижской наступательных операциях. За овладение городом Рига она была награждена орденом Суворова 2-й степени.
С 15 октября 1944 года вместе с 61-й армией перешла на 1-й Прибалтийский фронт, затем в конце месяца переброшена на 1-й Белорусский фронт и в его составе участвовала в Висло-Одерской, Варшавско-Познанской, Восточно-Померанской и Берлинской наступательных операциях. 3 мая 1945 года её части встретились с союзными американскими войсками на реке Эльба в районе города Хавельберг.
После войны в июне 1945 года дивизия была расформирована.

## Полное название
356-я стрелковая Калинковичская Краснознамённая ордена Суворова дивизия

## Состав и награды
- 1181-й стрелковый ордена Суворова полк

 (26 апреля 1945 года- за овладение городами Голлнов, Штепенитц и Массов)
- 1183-й стрелковый ордена Суворова полк

 (26 апреля 1945 года- за овладение городами Голлнов, Штепенитц и Массов)
- 1185-й стрелковый ордена Кутузова полк

 (26 апреля 1945 года- за овладение городами Голлнов, Штепенитц и Массов)
- 918-й артиллерийский ордена Богдана Хмельницкого полк

 (5 апреля 1945 года- за овладение городами Штаргард, Наугард, Польцин)
- 275-й отдельный истребительно-противотанковый ордена Красной Звезды дивизион

 (28 мая 1945 года- за прорыв обороны немцев и наступление на Берлин)
- 483-й сапёрный ордена Красной Звезды батальон

 (28 мая 1945 года- за прорыв обороны немцев и наступление на Берлин)
- 806-й отдельный ордена Красной Звезды батальон связи (быв. 806 орс)

 (28 мая 1945 года- за прорыв обороны немцев и наступление на Берлин)
- 417-я отдельная разведывательная рота
- 440-й отдельный медико-санитарный батальон
- 433-я отдельная рота химической защиты
- 470-я автотранспортная рота
- 209-я полевая хлебопекарня
- 779-й дивизионный ветеринарный лазарет
- 286-я полевая почтовая станция
- 785-я полевая касса Государственного банка.

## Подчинение
| Дата            | Фронт                     | Армия      | Корпус                  | Примечания      |
| --------------- | ------------------------- | ---------- | ----------------------- | --------------- |
| 01.09.1941 года | Приволжский военный округ |            |                         | на формировании |
| 01.10.1941 года | Приволжский военный округ |            |                         | на формировании |
| 01.11.1941 года | Приволжский военный округ |            |                         | -               |
| 01.12.1941 года | Резерв Ставки ВГК         | 61-я армия |                         | -               |
| 01.01.1942 года | Брянский фронт            | 61-я армия |                         | -               |
| 01.02.1942 года | Западный фронт            | 61-я армия |                         | -               |
| 01.03.1942 года | Западный фронт            | 61-я армия |                         | -               |
| 01.04.1942 года | Западный фронт            | 61-я армия | -                       |                 |
| 01.05.1942 года | Брянский фронт            | 61-я армия | -                       |                 |
| 01.06.1942 года | Брянский фронт            | 61-я армия | -                       |                 |
| 01.07.1942 года | Западный фронт            | 61-я армия |                         |                 |
| 01.08.1942 года | Западный фронт            | 61-я армия |                         | -               |
| 01.09.1942 года | Западный фронт            | 61-я армия |                         | -               |
| 01.10.1942 года | Западный фронт            | 61-я армия |                         | -               |
| 01.11.1942 года | Западный фронт            | 61-я армия |                         | -               |
| 01.12.1942 года | Западный фронт            | 61-я армия |                         | -               |
| 01.01.1943 года | Западный фронт            | 61-я армия |                         | -               |
| 01.02.1943 года | Западный фронт            | 61-я армия |                         | -               |
| 01.03.1943 года | Брянский фронт            | 61-я армия |                         | -               |
| 01.04.1943 года | Брянский фронт            | 61-я армия | -                       |                 |
| 01.05.1943 года | Брянский фронт            | 61-я армия | -                       | -               |
| 01.06.1943 года | Брянский фронт            | 61-я армия | -                       | -               |
| 01.07.1943 года | Брянский фронт            | 61-я армия |                         | -               |
| 01.08.1943 года | Брянский фронт            | 61-я армия | 46-й стрелковый корпус  | -               |
| 01.09.1943 года | Резерв Ставки ВГК         | 61-я армия | 89-й стрелковый корпус  | -               |
| 01.10.1943 года | Центральный фронт         | 61-я армия | 89-й стрелковый корпус  | -               |
| 01.11.1943 года | Белорусский фронт         | 61-я армия | 89-й стрелковый корпус  | -               |
| 01.12.1943 года | Белорусский фронт         | 61-я армия |                         | -               |
| 01.01.1944 года | Белорусский фронт         | 61-я армия |                         | -               |
| 01.02.1944 года | Белорусский фронт         | 61-я армия |                         | -               |
| 01.03.1944 года | 2-й Белорусский фронт     | 61-я армия | 89-й стрелковый корпус  | -               |
| 01.04.1944 года | 2-й Белорусский фронт     | 61-я армия | 89-й стрелковый корпус  | -               |
| 01.05.1944 года | 1-й Белорусский фронт     |            |                         | -               |
| 01.06.1944 года | 1-й Белорусский фронт     |            |                         | -               |
| 01.07.1944 года | 1-й Белорусский фронт     | 65-я армия | 105-й стрелковый корпус | -               |
| 01.08.1944 года | 1-й Белорусский фронт     | 65-я армия | 80-й стрелковый корпус  | -               |
| 01.09.1944 года | Резерв Ставки ВГК         | 61-я армия | 80-й стрелковый корпус  | -               |
| 01.10.1944 года | 3-й Прибалтийский фронт   | 61-я армия | 80-й стрелковый корпус  | -               |
| 01.11.1944 года | 1-й Прибалтийский фронт   | 61-я армия | 80-й стрелковый корпус  | -               |
| 01.12.1944 года | 1-й Прибалтийский фронт   | 61-я армия | 80-й стрелковый корпус  | -               |
| 01.01.1945 года | 1-й Белорусский фронт     | 61-я армия | 80-й стрелковый корпус  | -               |
| 01.02.1945 года | 1-й Белорусский фронт     | 61-я армия | 80-й стрелковый корпус  | -               |
| 01.03.1945 года | 1-й Белорусский фронт     | 61-я армия | 80-й стрелковый корпус  |                 |
| 01.04.1945 года | 1-й Белорусский фронт     | 61-я армия | 80-й стрелковый корпус  |                 |
| 01.05.1945 года | 1-й Белорусский фронт     | 61-я армия | 80-й стрелковый корпус  | -               |

## Командование

### Командиры
- Перерва, Пётр Васильевич (17.09.1941 — 26.11.1942), полковник, с 17.11.1942 генерал-майор;
- Макаров, Михаил Григорьевич (27.11.1942 — ??.06.1945), полковник, с 15.09.1943 генерал-майор.

### Заместители командира
- Волков, Николай Львович (??.09.1942 — 25.11.1942), полковник
- Мощалков, Павел Иванович (??.03.1943 — 17.06.1943), подполковник
- Сиротин Алексей Сергеевич (18.06.1943 — 09.08.1943), полковник
- Мизицкий, Владимир Иосифович (10.08.1943 — 21.09.1943), полковник (смертельно ранен при вражеской бомбардировке переправы через реку Снов в районе села Кобылянка Черниговской области).
- Сиротин Алексей Сергеевич (??.01.1945 — ??.06.1945), полковник

### Начальники штаба
- Волчков, Гавриил Павлович (??.10.1941 — 17.06.1943), полковник
- Мощалков, Павел Иванович (18.06.1943 — 20.07.1943), подполковник
- Кулешов, Василий Иванович (21.07.1943 — ??.10.1944), полковник

## Награды и наименования
| Награда (наименование)                 | Дата                                                             | За что получена |
| -------------------------------------- | ---------------------------------------------------------------- | --- |
| Почётное наименование «Калинковичская» | Приказ Верховного Главнокомандующего № 07 от 15 января 1944 года | За успешное выполнение заданий командования и за овладение городом Калинковичи |
| Орден Красного Знамени                 | 5 июля 1944 года                                                 | За успешное выполнение заданий командования в боях против немецких захватчиков, за овладение городом и крупной железнодорожной станцией Бобруйск и проявленные при этом доблесть и мужество |
| Орден Суворова II степени              | 31 октября 1944 года                                             | За образцовое выполнение заданий командования в боях против немецких захватчиков, за овладение городом Рига и проявленные при этом доблесть и мужество.                                     |

Личному составу 356-й стрелковой Калинковичской Краснознамённой ордена Суворова дивизии было объявлено шесть благодарностей в приказах Верховного Главнокомандующего:
- За овладение штурмом областным центром Белоруссии городом Мозырь и крупным железнодорожным узлом и городом Калинковичи — важными опорными пунктами обороны немцев на полесском направлении. 14 января 1944 года. № 59.
- За овладение штурмом городом и крупной железнодорожной станцией Бобруйск — важным узлом коммуникаций и мощным опорным пунктом обороны немцев, прикрывающим направления на Минск и Барановичи. 29 июня 1944 года. № 125.
- За овладение столицей Советской Латвии городом Рига — важной военно-морской базой и мощным узлом обороны немцев в Прибалтике. 13 октября 1944 года № 196.
- За овладение городами Штаргард, Наугард, Польцин — важными узлами коммуникаций и мощными опорными пунктами обороны немцев на штеттинском направлении. 5 марта 1945 года. № 290.
- За овладение штурмом городами Голлнов, Штепенитц и Массов — важными опорными пунктами обороны немцев на подступах к Штеттину. 7 марта 1945 года. № 295.
- За овладение городом Альтдамм и ликвидацию сильно укреплённого плацдарма немцев на правом берегу реки Одер восточнее Штеттина. 20 марта 1945 года. № 304.

## Отличившиеся воины дивизии
| Награда | Ф. И. О.                         | Должность                                                                     | Звание            | Дата награждения | Примечания |
| ------- | -------------------------------- | ----------------------------------------------------------------------------- | ----------------- | ---------------- | --- |
|         | Акифьев, Сергей Иванович         | командир отделения 1181-го стрелкового полка                                  | Красноармеец      | 15.01.1944       | 22.9.1943 в наступательном бою за село Великий Листвен Городнянского района Черниговской области с группой бойцов попал под сильный огонь трёх вражеских пулемётов, два из них вскоре уничтожил. Израсходовав боеприпасы, своим телом закрыл амбразуру вражеского дзота. |
|         | Антипин, Иван Николаевич         | командир сапёрного отделения 483-го отдельного сапёрного батальона            | Младший сержант   | 15.01.1944       | В июле 1943 года со своими бойцами снял и обезвредил 400 мин. С выходом к Днепру в Брагинском р-не Гомельской обл. в ночь на 27.09.1943 разведал место переправы, подготовил лодки и плотики и под сильным пулемётным и миномётным огнём противника обеспечивал форсирование реки подразделениями. Погиб в бою на днепровском плацдарме 06.10.1943. |
|         | Варакин, Николай Григорьевич     | командир сапёрного взвода 483-го отдельного сапёрного батальона               |                   | 31.05.1945       | 28.03.1945 пробравшись вдоль берега канала к юго-западу от города Голлнов (ныне — Голенюв, Польша), доставил в расположение своего батальона ценные разведданные. В ходе форсирования Одера, несмотря на вражеский огонь, совершил четыре рейса на лодке через реку и переправил совместно со своим взводом ещё две стрелковые роты и два пулемётных расчёта. В ходе выполнения этого задания погиб. |
|         | Вахонин, Григорий Иванович       | помощник командира взвода 417-й отдельной разведроты                          | Старший сержант   | 15.01.1944       | 29.09.1943 находясь в тылу противника в районе населённого пункта Радуль Репкинского района Черниговской области, группа Вахонина нанесла неожиданный удар по вражескому отряду, уничтожив 20 солдат и офицеров и захватив в плен 5 «языков». 01.10.1943 во главе своего отделения, скрытно переправившись через Днепр, пробрался во вражеский тыл. Разведчикам удалось уничтожить две огневые точки, которые вели огонь по переправе советских частей. Принимал активное участие в боях на плацдарме на западном берегу Днепра, лично уничтожив более 30 вражеских солдат и офицеров. |
|         | Венцов, Владимир Кириллович      | командир взвода 2-й пулемётной роты 1185-го стрелкового полка                 | Лейтенант         | 15.01.1944       | В боях 21 — 24.07.1943 за с. Кривчее (Волховский район Орловской обл.) проявил мужество и стойкость, заменил выбывшего из строя командира роты. Погиб 25.09.1943 в бою за хутор Чумак (Репкинский район Черниговкой обл.). |
|         | Годовиков, Сергей Константинович | командир взвода 1183-го стрелкового полка                                     | Лейтенант         | 15.01.1944       | 28.09.1943 года командуя взводом успешно переправился через Днепр в районе села Новосёлки, а затем вместе с соседними подразделениями захватил плацдарм на правом берегу реки. Погиб в этом бою. |
|         | Головашенко, Сергей Куприянович  | пулемётчик 1183-го стрелкового полка                                          | Красноармеец      | 15.01.1944       | 18.07.1943 во время боя у реки Машок в районе деревни Михнева Болховского района Орловской области он, несмотря на массированный вражеский огонь, подобрался к вражеской пулемётной точке и уничтожил её гранатами, обеспечив тем самым успех атаки подразделения. 28.09.1943 вместе с группой бойцов переправился через Днепр в районе села Новосёлки Репкинского района Черниговской области. В течение нескольких суток он в составе группы отражал непрерывные атаки противника, нанеся тому значительные потери. 04.10.1943 погиб в бою.                                          |
|         | Горбунов, Илья Павлович          | командир отделения 1185-го стрелкового полка                                  | Сержант           | 15.01.1944       | 01.10.1943 в числе первых на подручных средствах переправился через реку Днепр в районе деревни Новосёлки (Репкинский район Черниговской области). Тем самым его отделение содействовало переправе подразделений полка. |
|         | Гречихин, Никита Артёмович       | помощник командира взвода 1185-го стрелкового полка                           |                   | 15.01.1944       | 28.09.1943 при форсировании Днепра. Разыскал пять лодок и во главе группы бойцов первым переправился через реку, огнём из пулемётов поддержал переправу батальона. В бою 04.10.1943 в р-не дер. Пирки (Брагинский район Гомельской обл.) с группой солдат зашёл в тыл противника, уничтожил много гитлеровцев. Действия группы способствовали продвижению батальона. |
|         | Громов, Алексей Николаевич       | командир взвода 1185-го стрелкового полка                                     | Младший лейтенант | 15.01.1944       | 28.09.1943 в районе с. Новосёлки (Репкинский район Черниговской области) взвод под его командованием одним из первых достиг правого берега, вышел к реке Брагинка, переправился через неё и вступил в бой. Когда погиб командир роты, Громов принял командование на себя. Наступая, рота оттеснила противника от реки. В ходе боя получил тяжёлые ранения, но продолжал командовать ротой. |
|         | Дертев, Евгений Александрович    | стрелок 1185-го стрелкового полка                                             | Ефрейтор          | 15.01.1944       | 15.10.1943 в составе группы переправился через Днепр на территории Лоевского района Гомельской области и принял активное участие в захвате плацдарма на его западном берегу. В дальнейшем в ходе боя за освобождение села Колыбань Брагинского района трое суток пулемётным огнём отражал вражеские контратаки. |
|         | Загайнов, Василий Фёдорович      | пулемётчик 1185-го стрелкового полка                                          | Ефрейтор          | 15.01.1944       | 04.10.1943 в бою за плацдарм на правом берегу Днепра в районе деревни Пирки (Брагинский район Гомельской области) огнём из пулемёта отбил атаку противника, уничтожив при этом десятки гитлеровцев. Своими действиями создал условия для преодоления водной преграды стрелковыми подразделениями полка. Погиб в этом бою. |
|         | Зайцев, Василий Васильевич       | командир взвода 1181-го стрелкового полка                                     |                   | 15.01.1944       | В ночь с 22 — 23.09.1943 с группой бойцов захватил высоту под Бобруйском и удерживал её до подхода подкреплений. В том бою погибли все, кроме него. Зайцев лично уничтожил несколько десятков солдат и офицеров противника, получил тяжёлое ранение, но продолжал сражаться |
|         | Конев, Александр Степанович      | командир пулемётного расчёта 1185-го стрелкового полка                        | Старший сержант   | 15.01.1944       | 24-25.09.1943 года принимал участие в боях в районе населённых пунктов Чумаки, Свинопухи (ныне — Вишнёвое) и Репки Репкинского района Черниговской области Украинской ССР. Пулемётным огнём в тех боях он отразил 7 немецких контратак, уничтожив более 100 вражеских солдат и офицеров. В ночь с 3-4.10.1943 скрытно подобрался к вражеским позициям и подавил три огневые точки. |
|         | Корнеев, Яков Фёдорович          | начальник центральной телефонной станции роты связи 1183-го стрелкового полка | Старший сержант   | 15.01.1944       | 28.09.1943 переправился через Днепр в районе села Новосёлки Репкинского района и проложил линию связи, установив связь с частями на плацдарме. Несмотря на полученное ранение не покинул своего поста, в течение четырёх часов находясь в осенней воде устранял повреждения кабеля. |
|         | Краснояров, Клавдий Карпович     | стрелок 1181-го стрелкового полка                                             | Красноармеец      | 15.01.1944       | 23.09.1943 в бою за деревню Большая Листвень (ныне Городнянского района Черниговской области), израсходовав все боеприпасы, телом закрыл амбразуру вражеского дзота |
|         | Ларкин, Иван Иванович            | снайпер 1183-го стрелкового полка                                             | Ефрейтор          | 15.01.1944       | 19—24.07.1943 в боях в р-не нас. пунктов Красный Клин и Рог (Волховский район, Орловская обл.) уничтожил 138 гитлеровцев и 6 пулемётных точек. В бою спас командира роты. Всего на счету снайпера 340 гитлеровцев. |
|         | Логинов, Алексей Романович       | командир взвода 1183-го стрелкового полка                                     | Лейтенант         | 15.01.1944       | 25.09.1943 во главе группы бойцов ворвался на станцию Репки и очистил её от противника. 26.09.1943 в бою за село Новосёлки Репкинского района он лично уничтожил 15 вражеских солдат и офицеров. 28.09.1943 взвод Логинова переправился через Днепр и принял активное участие в боях за захват и удержание плацдарма на его западном берегу. В том бою Логинов погиб. |
|         | Павловский, Фёдор Кириллович     | комсорг 2-го стрелкового батальона                                            | Лейтенант         | 15.01.1944       | 06.10.1943 с группой бойцов занял стратегически важную высоту на правом берегу реки Днепр возле села Пирки. При отражении многочисленных контратак противника все бойцы группы погибли. Оставшись на высоте один, комсорг продолжал вести бой с превосходящими силами врага и, уничтожив 65 немецких солдат, удержал важный рубеж. В тот же день погиб при выполнении боевого задания. |
|         | Перехода, Иван Сергеевич         | командир пулемётного расчёта 1181-го стрелкового полка                        | Сержант           | 15.01.1944       | 27.09.43 с пятью бойцами на подручных средствах преодолел Днепр в р-не пгт Комарин (Брагинский район Гомельской обл.) выбил противника из траншеи на правом берегу и отразил контр атаку. Оставшись один, за сутки пулемётным огнём отразил несколько контратак пр-ка. Погиб в бою 19.10.1943. |
|         | Савочкин, Пётр Сергеевич         | командир взвода автоматчиков 1183-го стрелкового полка                        | Младший лейтенант | 15.01.1944       | 26.09.1943 его взвод во время боёв на плацдарме на западном берегу Днепра в районе села Новосёлки отразил немецкую контратаку. 2-5.10.1943 1943 года Савочкин со своим взводом неоднократно пробирался в немецкий тыл и неожиданными атаками вызывал панику в рядах противника. |
|         | Самаркин, Иван Фёдорович         | командир 1185-го стрелкового полка                                            | Полковник         | 15.01.1944       | В ночь на 28.09.1943 его полк форсировал Днепр у с. Новосёлки Репкинского района, занял плацдарм на западном берегу и отбил все контратаки врага. Полк за период летне-осенних боёв 1943 года освободил 108 нас. пунктов. |
|         | Утин, Андрей Иванович            | командир отделения пулемётной роты 1185-го стрелкового полка                  | Ефрейтор          | 15.01.1944       | 28.09.1943 одним из первых переправился через Днепр на остров, а затем на западный берег в районе села Новосёлки Репкинского района и принял активное участие в боях за захват и удержание плацдарма, прикрыв огнём пулемёта переправу основных сил |

## В дивизии служили
- Боброва, Мария Нестеровна (1902—1990) — советский русский литературовед, доктор филологических наук, профессор. В 1941—1944 гг. младшая медсестра операционно-перевязочного взвода 440-го отдельного медсанбата- старший сержант.